# Carotenoide

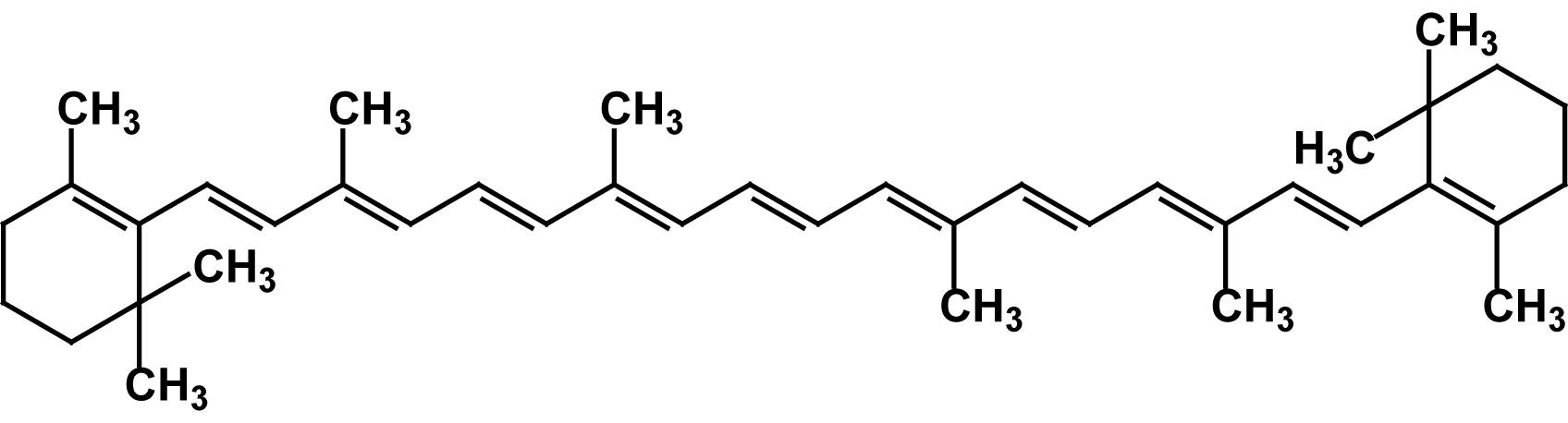
β-carotè

Els carotenoides són un grup de pigments vegetals liposolubles sintetitzats per organismes que fan la fotosíntesi, bacteris que no la fan i alguns fongs caracteritzats per tindre un color intens (entre la gama de colors entre el vermell i el groc). Tots els organismes que depenen del sol per a obtenir energia, ja siguin bacteris o plantes, contenen carotenoides; es troben a les membranes dels tilacoides i a les de l'embolcall dels cloroplasts. Es coneixen al voltant de 700 tipus de carotenoides.
Els únics animals que se sap que produeixen carotenoides són els afidoïdeus i els tetraníquids, els quals van adquirir la capacitat i els gens dels fongs.
El seu efecte antioxidant fa que aquests compostos tinguin un paper essencial per a protegir els organismes per tal que no pateixin danys durant la fotosíntesi, el procés de convertit la llum solar en energia química.
Químicament presenten els dobles enllaços conjugats, i poden ser de dos tipus: carotens o xantofil·les, aquestes últimes contenen, a més, oxigen. Exemples de carotenoides són la luteïna, la violoxantina, la bixina o la neoxantina.
Els carotenoides són beneficiosos per a l'anèmia drepanocítica, i com a prevenció de les cataractes, la degeneració macular (luteïna, zeaxantina, licopè) i les malalties cardíaques, entre altres disfuncions.

## Classificació
Segons quina sigui la seva estructura química, es poden classificar en grans grups:
- Carotens o carotenoides amb estructura d'hidrocarburs, que no contenen oxigen. Aquest són els carotenoides precursors de la vitamina A, per tant, també s'anomenen carotenoides provitamina A.
- Xantofil·les o oxicarotenoides, que contenen grups carboxil i/o hidroxil en els seus grups constituents. Aquest grup no presenta activitat provitamina A.